# A Male
A Male (Originaltitel Un varón) ist ein Filmdrama von Fabián Hernández, das im Mai 2022 bei den Internationalen Filmfestspielen in Cannes seine Premiere feierte. A Male wurde von Kolumbien als Beitrag für die Oscarverleihung 2024 als bester Internationaler Film eingereicht.

## Handlung
Carlos ist 16 und lebt in einem Jugendheim im Zentrum von Bogota. Es ist Weihnachten, und Carlos sehnt sich danach, diese Zeit mit seiner Mutter und seiner Schwester zu verbringen. Er verlässt das Heim und macht in der Stadt mit der Härte der Straße und dem Gesetz des Stärkeren Bekanntschaft.

## Produktion
Regie führte Fabián Hernández, der auch das Drehbuch schrieb. Für die Realisierung seines Spielfilmdebüts arbeitete der Kolumbianer von Frankreich aus.
Felipe Ramirez, der seinen Protagonisten Carlos spielt, hatte der Regisseur bei einem Rap-Konzert in Bogota angesprochen. Er hatte ihn beobachtet, wie er von mehreren großen, starken Typen umgeben war und habe in seinen Augen das brennende Verlangen gesehen, zu ihnen zu gehören. Nach wenigen Proben entstanden die Aufnahmen, für die Ramirez keine Zeilen zum Auswendiglernen vom Regisseur erhalten hatte. So sei eine Figur entstanden, die eine Mischung aus den Erfahrungen des Regisseurs und seines Protagonisten ist. Jonathan Steven Rodriguez spielt Freddy, unter dessen Schutz Carlos steht, und Juanita Carrillo Ortiz seine Schwester Nicole. In weiteren Rollen sind Enrique Valencia Garzón und Camilio Riaño zu sehen.
Die Dreharbeiten fanden im Jahr 2021 fünf Wochen lang in Bogotá statt, überwiegend in den Vierteln/Bezirken Santa Fe, Las Cruces, Los Mártires und Puente Aranda. Als Kamerafrau fungierte Sofía Oggioni.
Die Premiere erfolgte am 24. Mai 2022 bei den Internationalen Filmfestspielen von Cannes, wo der Film in der Semaine de la Critique gezeigt wurde. Im Juli 2022 wurde er beim Guanajuato International Film Festival gezeigt. Im August 2022 wurde er beim Melbourne International Film Festival vorgestellt und im September 2022 beim Internationalen Filmfestival von San Sebastián. Ende September, Anfang Oktober 2022 wurde er beim Filmfest Hamburg gezeigt und hiernach beim Schlingel Film Festival. Der internationale Vertrieb wurde von Cercamon übernommen. Die Vertriebsrechte für die USA sicherte sich Cinema Tropical.

## Rezeption

### Kritiken
Von den bei Rotten Tomatoes aufgeführten Kritiken sind 73 Prozent positiv.

### Auszeichnungen
A Male wurde von Kolumbien als Beitrag für die Oscarverleihung 2024 als bester Internationaler Film eingereicht. Im Folgenden weitere Nominierungen.
Filmfest Hamburg 2022
- Nominierung für den NDR Nachwuchspreis[15]

Guanajuato International Film Festival 2022
- Nominierung im Internationalen Wettbewerb

Internationale Filmfestspiele von Cannes 2022
- Nominierung für die Caméra d’Or
- Nominierung für die  Queer Palm[16]

Mostra Internacional de Cinema em São Paulo 2022
- Nominierung im New Directors Competition (Fabian Hernández)[17]

San Sebastian Film Festival 2022
- Nominierung für den Premio Horizontes (Fabián Hernández)